# 階上町立階上小学校
階上町立階上小学校（はしかみちょうりつ はしかみしょうがっこう）は、青森県三戸郡階上町鳥屋部にある公立小学校。

## 沿革
- 1875年（明治8年）10月30日 - 角柄折村大字角柄折字向1番地に角柄折小学として創立。
- 1885年（明治18年）9月10日 - 金山沢新田に校舎新築、階上小学校と改称。
- 1889年（明治22年）1月1日 - 階上簡易小学校と改称。
- 1892年（明治25年） - 階上尋常小学校と改称。
- 1900年（明治33年）4月20日 - 大字赤保内字耳ヶ吠に、赤保内分教場を設置。
- 1901年（明治34年）4月21日 - 金山分教場を設置。
- 1912年（明治45年）
  - 4月1日  - 鳥屋部字長畑に鳥屋部分教場を設置。
  - 7月1日 - 角柄折字石ノ鉢に、石ノ鉢分教場設置。
- 1920年（大正9年）6月1日 - 鳥屋部字長畑に校舎移転。同地にある鳥屋部分教場は、併合廃止。
- 1921年（大正10年）5月1日 - 鳥屋部尋常小学校と改称。
- 1922年（大正11年）
  - 1月21日 - 火災により、校舎焼失。
  - 9月10日 - 鳥屋部字大鶴音（現在地）に、校舎落成し、移転する。
- 1923年（大正12年）3月27日 - 耳ヶ吠分教場が、赤保内尋常小学校として、分離独立。
- 1924年（大正13年）7月7日 - 金山沢分教場が、金山沢尋常小学校として、分離独立。
- 1939年（昭和14年）4月1日 - 高等科を併置し、鳥屋部尋常高等小学校と改称。
- 1941年（昭和16年）4月1日 - 国民学校令により、鳥屋部国民学校と改称。
- 1947年（昭和22年）
  - 4月1日 - 学制改革により、階上村立鳥屋部小学校と改称。同日、階上中学校を併置し、高等科生を中学校に移籍。
  - 7月29日 - 父母の教師の会発会式挙行。
- 1950年（昭和25年）4月1日 - 石ノ鉢分校が、石ノ鉢小学校として、分離独立。
- 1953年（昭和28年）5月10日 - 青少年赤十字入団式を行う。
- 1955年（昭和30年）
  - 4月1日 - 階上村立階上小学校と改称。
  - 10月20日 - 創立80周年記念式典挙行。同日、校歌制定。
- 1957年（昭和32年）12月20日 - 講堂新築落成記念式典挙行。
- 1965年（昭和40年）10月30日 - 創立90周年記念式典挙行。
- 1966年（昭和41年）3月11日 - 特別教室増築合同落成式挙行。
- 1968年（昭和43年）2月1日 - 学校風呂完成。学校風呂の様子は毎日新聞に掲載された。
- 1975年（昭和50年）
  - 10月25日 - 創立百周年記念碑建立。
  - 10月30日 - 創立100周年記念式典挙行。
  - 11月20日 - 記念碑台座にタイムカプセルを納入する。
- 1977年（昭和52年）1月15日 - 百周年記念新年祝賀式。
- 1980年（昭和55年）5月1日 - 階上村の町制施行により、階上町立階上小学校と改称。
- 1985年（昭和60年）10月30日 - 創立110周年記念式典挙行。
- 1994年（平成6年）2月 - 新校舎落成[1]。

## 学区
- 鳥屋部（全域）・角柄折（大日・御堂・作立・道の上・南・正部家・古神子沢・神子沢・柳平・上ミ・蕨・南平・餅栗久保・白石・沼・大沼・正部家前・向・鹿糠・猿引・穴子沢）[2]

## 周辺
- 青森県道221号鳥屋部十日市線

## アクセス
- 階上町コミュニティバス「階上小学校前」バス停下車。

## 参考資料
- 『階上町史 通史編Ⅱ』（階上町・2001年2月28日発行）「第三編 教育・第一章 学校教育・第二節 町内小・中学校教育 （一）階上小学校」53頁～66頁「◯沿革の概要」
- 『青森県教育史 別巻』（青森県教育委員会・1973年12月20日発行）「学校沿革 小学校」857頁「階上小学校」